# Rücklovy sluneční lázně
Rücklovy sluneční lázně (Rücklovy léčivé sluneční lázně v Zátiší) je bývalý lázeňský areál v Praze-Kamýku v lokalitě Zátiší, na levém břehu Zátišského potoka.

## Historie
Lázně dal postavit Antonín Rückl (1871–1938) v letech 1922–1923 v Zátiší. Věřil, že když je slunce zdrojem života, musí být také lékařem. V provozu byly každoročně od dubna do září a s úspěchem se zde léčila tuberkuloza, katar plic a rachitida. Od 50. let 20. století postupně ztrácely klienty až byly roku 1964 uzavřeny. Po roce 1989 budovy získalo sanatorium Pronatal pro gynekologické služby.
Teploty kolem 60° skýtají účinnou ochranu před kornatěním cév a jinými chorobami, povstávajícími z nepříznivých podmínek životních, a léčí tyto s netušenou rychlostí, prodlužují život a jsou skvostným požitkem, jenž nemá sobě rovna v tomto oboru. Jsou doporučovány lékaři, pokud tito měli již příležitost je seznati.
Antonín Rückl, o léčivých účincích slunečních terapií, 

## Popis
Velká přízemní budova má vyvýšené patro s vysokou skleněnou kupolí, pod kterou probíhaly léčebné kúry.

## Další informace
- V lázních se roku 1968 natáčel 9. díl seriálu Hříšní lidé města pražského režiséra Jiřího Sequense st.[5]

- Okolo bývalých lázní vede zelená turistická značená trasa 3129 z Malé Chuchle k Hálkovu pomníku v Dolních Břežanech.